# 歷史重演

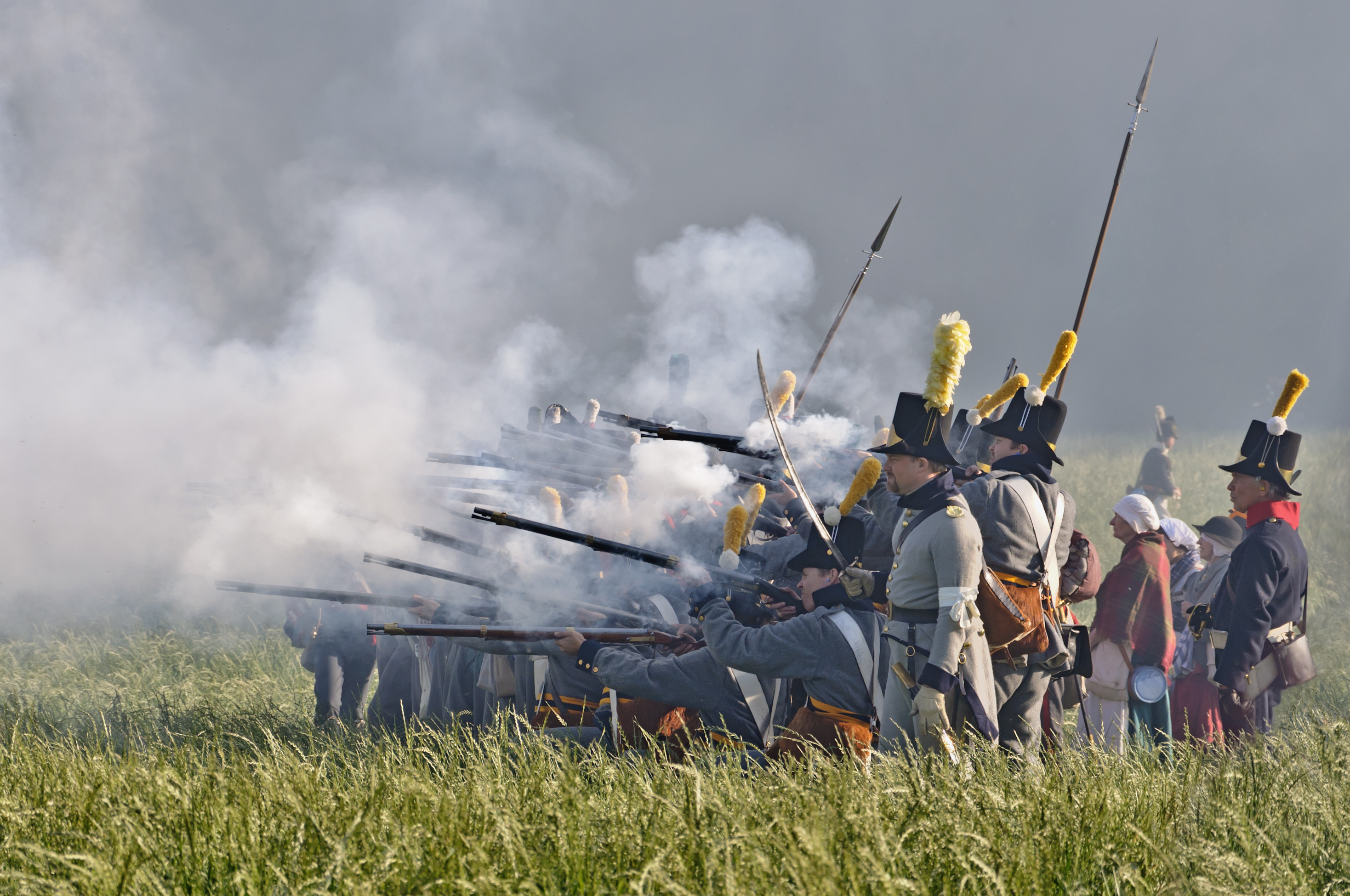
在2011年滑鐵盧戰役重演中，身著古裝制服的演員在烏古蒙當地發射前膛火槍

历史重演是指历史爱好者穿上歷史上的服裝并且通過演出、表演等形式重现某個历史事件。早在羅馬帝國時期，當時的人們就熱衷於歷史重演。